# Kickxellomycotina
Die Kickxellomycotina sind eine erst 2007 erstbeschriebene Unterabteilung von Pilzen, die einige Ordnungen der früheren Jochpilze beinhaltet. Der Name rührt von der Gattung Kickxella her, die wiederum nach dem belgischen Botaniker Jean Kickx dem Jüngeren (1803–1864) benannt ist.

## Merkmale
Es sind saprobiontisch lebende Pilze oder Mykoparasiten bzw. obligate Symbionten. Der Thallus erhebt sich von einer Befestigung an anderen Pilzen, die als Haustorium ausgebildet ist. Außer dem Thallus können auch verzweigte, septierte Hyphen ausgebildet werden. Das Myzel ist verzweigt oder unverzweigt, und regelmäßig septiert. Die Septen besitzen scheibenförmige Höhlungen mit Stöpseln. 
Die ungeschlechtliche Vermehrung erfolgt über ein- oder zweisporige Merosporangien, Trichosporen oder Arthrosporen. Die geschlechtliche Vermehrung erfolgt durch runde oder bikonische Zygosporen.

## Systematik
Die Kickxellomycotina umfassen einige Ordnungen der früheren Jochpilze. Diese werden derzeit als nicht gültig publiziertes Taxon angesehen, zudem sind sie polyphyletisch. In der aktuellen Systematik der Pilze wurden daher die Jochpilze aufgelöst. 
- Ordnung Kickxellales
- Ordnung Dimargaritales
- Ordnung Harpellales: früher auch als Trichomycetes bezeichnet. Nach Hibbett et al. sollte diese Bezeichnung nur für die ökologische Gruppe, nicht für das ohnehin polyphyletische Taxon verwendet werden.
- Ordnung Asellariales